# Енді Гарсія
Андре́с Арту́ро Гарсі́я Мене́ндес (ісп. Andrés Arturo García Menéndez), відоміший як Енді Гарсія (ісп. Andy García, *12 квітня 1956) — американський актор, кінорежисер, кінопродюсер.

## Біографія
Народився 12 квітня 1956 року в Бехукалі (провінція Гавана, Куба) у сім'ї адвоката Рене Гарсія Нуньєса (1917—1993) і вчительки англійської мови Амелії Гарсія. Має сестру Тессі і брата Рене. Коли йому було п'ять років, сім'я, рятуючись від режиму Кастро, покинула Гавану і оселилася в Маямі-Біч. Тут він зростав мріючи про баскетбольну кар'єру, але вибрав шлях актора і після навчання в Міжнародному університеті Флориди (Florida International University) дебютував у місцевому театрі.
У 1978 Гарсія переїхав до Лос-Анджелеса, виступав в незалежних театральних трупах. Перша помітна поява Енді Гарсії на кіноекрані відбулася у фільмі Гела Ешбі «Вісім мільйонів способів померти» (1986). До кінця вісімдесятих актор, в основному, брав участь в картинах кримінального жанру «Недоторканні» (1987), «Чорний дощ» (1989), «Внутрішнє розслідування» (1990) та «Хрещений батько 3» (1990). В останньому фільмі роль жорстокого забіяки Вінсента Манчіні принесла йому номінацію на премію «Оскар» і «Золотий глобус».
В 1990-их роках Енді Гарсія знімався в головних ролях таких успішних фільмів як «Герой» та «Коли чоловік кохає жінку». 2001 року зіграв роль високомірного власника казино Террі Бенедикта в касовому фільмі «Одинадцять друзів Оушена», знявшись потім в його продовженнях «Дванадцять друзів Оушена» і «Тринадцять друзів Оушена».
2005 року разом з Дастіном Гоффманом і Біллом Мюрреєм він знявся у фільмі «Загублене місто», співавтором сценарію і режисером якого сам і був. Спроба Гарсії зобразити кубинську революцію на екрані виявилася невдалою, фільм отримав негативні відгуки. Але 2007 року за цей фільм Гарсія став номінантом премії ALMA (для американських латиноамериканців) за найкращу режисерську роботу.
2013 року разом з Вірою Фармігою зіграв головну роль у романтичній комедії «Міддлтон». На Бостонскому кинофестивалі його робота була оцінена нагородою найкращому актору.
2018 року Енді Гарсія у складі великого ансамблю кінозірок зіграв свою роль у фільмі «Мамма Міа! 2», що мав величезний успіх у кіноглядачів.

### Особисте життя
У 1982 році Енді Гарсія одружився з Марією Вікторією «Маріві» Лорідо Гарсія (Maria Victoria «Marivi» Lorido Garcia). У них народилося четверо дітей.

## Фільмографія
| Рік       |    | Українська назва                               | Оригінальна назва                         | Роль                                 |
| --------- | -- | ---------------------------------------------- | ----------------------------------------- | ------------------------------------ |
| 1981—1984 | с  |                                                | Hill Street Blues                         | Ернесто (2 епізоди)                  |
| 1984      | с  | Вона написала вбивство                         | Murder, She Wrote                         | міцний хлопець #1 (S1-E0)            |
| 1985      | ф  | Поганий сезон                                  | The Mean Season                           | Рей Мартінес                         |
| 1986      | ф  | Вісім мільйонів способів померти               | 8 Million Ways to Die                     | Ангел Молдонато                      |
| 1987      | ф  | Недоторканні                                   | The Untouchables                          | Джордж Стоун                         |
| 1989      | ф  | Чорний дощ                                     | Black Rain                                | Чарлі Вінсент                        |
| 1990      | ф  | Хрещений батько 3                              | The Godfather Part III                    | Вінсент Манчіні                      |
| 1990      | ф  | Внутрішнє розслідування                        | Internal Affairs                          | Реймонд Авілла                       |
| 1992      | ф  | Герой                                          | Hero                                      | Джон Баббер                          |
| 1992      | ф  | Дженніфер 8                                    | Jennifer 8                                | Джон Берлін                          |
| 1994      | ф  | Коли чоловік кохає жінку                       | When a Man Loves a Woman                  | Майкл Грін                           |
| 1994      | ф  | Чим зайнятися мерцю в Денвері                  | Things to Do in Denver When You're Dead   | Джиммі Тосня                         |
| 2000      | ф  | Човен                                          | Lakeboat                                  | Джуджліані                           |
| 2001      | с  | Фрейзер                                        | Frasier                                   | Терранс (Епізод: "Bully for Martin") |
| 2001      | ф  | Одинадцять друзів Оушена                       | Ocean's Eleven                            | Террі Бенедикт                       |
| 2003      | ф  | Афера                                          | Confidence                                | Ґантер Бутан                         |
| 2003      | с  | Вілл і Грейс                                   | Will & Grace                              | Міло (Епізод: "Field of Queens")     |
| 2004      | ф  | Модільяні                                      | Modigliani                                | Амедео Модільяні                     |
| 2004      | ф  | Дванадцять друзів Оушена                       | Ocean's Twelve                            | Террі Бенедикт                       |
| 2005      | ф  | Загублене місто                                | The Lost City                             | Фіко Феллов                          |
| 2006      | ф  | Козирні тузи                                   | Smokin' Aces                              | Стенлі Локк                          |
| 2007      | ф  | Тринадцять друзів Оушена                       | Ocean's Thirteen                          | Террі Бенедикт                       |
| 2008      | ф  | Нью-Йорку, я люблю тебе                        | New York, I Love You                      | Гаррі                                |
| 2008      | ф  | Крихітка з Беверлі-Гіллз                       | Beverly Hills Chihuahua                   | німецька вівчарка Дельгадо (голос)   |
| 2009      | ф  | Рожева пантера 2                               | The Pink Panther 2                        | Вінченцо Бранкалеоне                 |
| 2009      | ф  | Сіті-Айленд                                    | City Island                               | Вінс Ріццо                           |
| 2009      | ф  | Лінія                                          | La Linea                                  | Хав'єр Салазар                       |
| 2010      | ф  | Перейти межу                                   | Across the Line                           | Джордж Газа                          |
| 2011      | ф  | 5 днів серпня                                  | 5 Days of War                             | Михайло Саакашвілі                   |
| 2012      | ф  | Крістіада                                      | Cristiada                                 | Енріке Горостіета Веларде            |
| 2013      | ф  | Міддлтон                                       | At Middleton                              | Джордж                               |
| 2014      | ф  | Фейкові копи                                   | Let's Be Cops                             | детектив Бролін                      |
| 2014      | ф  | Убити посланця                                 | Kill the Messenger                        | Норвін Менес                         |
| 2014      | ф  | Гангста Love                                   | Rob the Mob                               | Великий Ал                           |
| 2014      | мф | Ріо 2                                          | Rio 2                                     | Едуардо (голос)                      |
| 2016      | ф  | Мисливці на привидів                           | Ghostbusters[                             | мер Бредлі                           |
| 2016      | ф  | Макс Стіл                                      | Max Steel                                 | Майлз Едвардс                        |
| 2016      | с  | Гравці                                         | Ballers                                   | Андре Аллен (6 епізодів)             |
| 2016      | ф  | Правдиві спогади міжнародного найманого вбивці | True Memoirs of an International Assassin | Ель Торо                             |
| 2016      | ф  | Пробудження                                    | Passengers                                | адмірал Норріс                       |
| 2017      | ф  | Геошторм                                       | Geostorm                                  | Президент США Палма                  |
| 2018      | ф  | Схильність                                     | Bent                                      | Джиммі Мерта                         |
| 2018      | ф  | Книжковий клуб                                 | Book Club                                 | Мітчел                               |
| 2018      | ф  | Мамма Міа! 2                                   | Mamma Mia! Here We Go Again               | Фернандо С'єнфеугос                  |
| 2018      | ф  | Наркокур'єр                                    | The Mule                                  | бос Латон                            |
| 2019      | с  | Сучасне кохання                                | Modern Love                               | Майкл (2 епізоди)                    |
| 2020      | ф  | Ана                                            | Ana                                       | Рафаель «Рафа» Родрігес              |
| 2020      | ф  |                                                | The MuleWords on Bathroom Walls           | отець Патрік                         |
| 2021      | ф  |                                                | Redemption Day                            | посол Вільямс                        |
| 2021      | ф  | Гнів людський                                  | Wrath of Man                              | агент ФБР Кінг                       |
| 2022      | ф  | Велика золота цегла                            | Big Gold Brick                            | Флойд Деверо                         |
| 2022      | ф  | Батько нареченої                               | Father of the Bride                       | Гільєрмо «Біллі» Еррера              |
| 2023      | ф  | Книжковий клуб: Новий розділ                   | Book Club: The Next Chapter               | Мітчелл                              |
| 2023      | ф  | Нестримні 4                                    | The Expendables 4                         | Марш                                 |
| 2023      | ф  | Продавці болю                                  | Pain Hustlers                             | Джек Ніл                             |
| 2024      | ф  | Як щодо любові?                                | What About Love                           | Пітер                                |
| 2024      | с  | Землевласник                                   | Landman                                   | Галліно (S1-E10)                     |
| 2025      | ф  | Ені-Бені                                       | Eenie Meanie                              | Ніко                                 |